# Stade de rugby de Roustavi
Le Stade de rugby de Roustavi (en géorgien : რუსთავის რაგბის სტადიონი) est un stade de rugby à XV de 2 889 places situé à Roustavi, en Géorgie.

## Histoire
Le stade est inauguré en 2013. Il comprend deux stades. Le principal, en gazon naturel, est doté de deux tribunes, d'une capacité totale de 2 889 places. Le second, en gazon synthétique, a une tribune de 489 places. A cela s'ajoutent un terrain en sable, et un terrain d'entraînement en gazon naturel. 
Le complexe a été financé par la fondation Cartu, qui a dépensé 7 578 000 GEL.
En 2022, le stade accueille le championnat d'Europe des moins de 18 ans.